# György Szénási
György Szénási (Boedapest, 1946) is een Hongaars diplomaat en rechter. Tijdens zijn loopbaan werkte hij vooral als jurist en vertegenwoordiger van het Ministerie van Buitenlandse Zaken. In 2005 was hij enkele maanden rechter van het Joegoslavië-tribunaal.

## Levensloop
Szénási studeerde rechten aan de Loránd Eötvös-universiteit in Boedapest en voltooide daar zijn studie in 1971 als Doctor Juris.
In de eerste dertig jaar van zijn loopbaan wisselde hij verschillende malen tussen de afdeling voor internationaal recht van het Ministerie van Buitenlandse Zaken en de vertegenwoordiging van Hongarije bij de Verenigde Naties in Genève. In Genève was hij onder meer secretaris en onderhandelaar, en nam hij deel aan een aantal symposia op het gebied van internationaal recht. Op het ministerie promoveerde hij enkele malen totdat hij van 1990 tot 2000 hoofd van de afdeling voor internationaal recht werd.
In het conflict tussen Hongarije en Slowakije over het Gabcikovo-Nagymaros Project vertegenwoordigde Szénási zijn land in de jaren negentig voor het Internationale Gerechtshof in Den Haag. Verder bracht hij bilaterale akkoorden tot stand met voormalige communistische landen en was hij de hoofdonderhandelaar tegenover Zwitserland en Kroatië. Op 25 januari 2005 werd hij beëdigd als rechter van het Joegoslavië-tribunaal in Den Haag. Eind mei van hetzelfde jaar trad hij echter terug om gezondheidsredenen. Szénási bracht verschillende publicaties voort op het gebied van internationaal recht.